# Hispoleptis
Hispoleptis is een geslacht van kevers uit de familie bladkevers (Chrysomelidae).
De wetenschappelijke naam van het geslacht werd in 1864 gepubliceerd door Joseph Sugar Baly.

## Soorten
- Hispoleptis diluta (Guérin-Méneville, 1840)
- Hispoleptis elaeidis Aslam, 1965
- Hispoleptis ollagnieri Berti & Chenon, 1973
- Hispoleptis subfasciata (Pic, 1938)